# Jesus Jones
Jesus Jones – brytyjska grupa rockowa, założona w 1986 w hrabstwie Wiltshire.
Jesus Jones nagrywała od końca lat 80. XX wieku do pierwszych lat XXI wieku. Ich najbardziej znany przebój to Right Here, Right Now. Później wykorzystywany do kampanii promocyjnych.

## Skład
- Mike Edwards (ur. 22 czerwca 1964) – wokal, gitara, keyboard
- Jerry De Borg (ur. 30 października 1960) – gitara
- Al Doughty (ur. 31 stycznia 1966) – gitara basowa
- Iain Baker (ur. 29 września 1965) – keyboard, programowanie
- Gen (właściwie Simon Matthews ur. 23 kwietnia 1964) – perkusja, dodatkowa perkusja.

## Dyskografia
- Liquidizer (1989)
- Doubt (1991)
- Perverse (1993)
- Already (1997)
- London (2001)
- Culture Vulture EP (2004)